# Hanson Island
Hanson Island ist eine Insel zwischen dem Festland, den Küstenbergen der Northern Pacific Ranges, der kanadischen Provinz British Columbia und der vorgelagerten Insel Vancouver Island. Hanson Island gehört zur Inselgruppe des Broughton-Archipels und liegt im Regional District of Mount Waddington. Außerdem wird die Insel dem Great Bear Rainforest zugerechnet.
Gemeinden oder auch Indianerreservate (Indian reserves) gibt es auf der bis zu 7 km langen und bis zu 3,5 km breiten Insel nicht. Daher ist die Insel auch nicht mit einer öffentlichen Fähre erreichbar. Im Südwesten der Insel befindet sich ein kleines Urlaubsresort. Im Norden der Insel liegt eine private Forschungsstation, welche auch von Greenpeace unterstützt wird, die sich mit der Walforschung beschäftigt. Weiterhin liegt im Norden der Insel das „Double Bay Sanctuary“. Eine Station, in der der im Jahr 1969 bei Pender Harbour an der Sunshine Coast gefangene Orca „Corky“, aus dem SeaWorld-Park in San Diego, auf ein Leben in Freiheit vorbereitet werden soll.
Auf Hanson Island finden sich zahlreiche Bäume, sogenannte Culturally Modified Trees (CMT), die verschiedene Spuren traditioneller Nutzung des Waldes durch indigene Kulturen, hier hauptsächlich der Kwakwaka'wakw, zeigen. Durch den Nachweis zahlreicher CMT konnten hier geplante Fällaktionen zumindest zeitweise gestoppt werden.

## Lage
Die Insel liegt am östlichen Ende der Königin-Charlotte-Straße. Innerhalb der Inselgruppe liegt die Insel dann im südlichen Bereich. Nördlich der Insel sowie einiger kleinerer Inseln, zu denen auch Swanson Island gehört, liegt das westliche Ende des Knight Inlets. Östlich der Insel liegt Harbledown Island. Im Süden liegt die Johnstone-Straße und dann Vancouver Island mit der kleinen Siedlung Telegraph Cove. Im Westen von Hanson Island liegen unter anderem die Inseln der Pearse Islands sowie der Plumper Islands, welche teilweise zum Cormorant Channel Marine Provincial Park gehören.

## Namensherkunft
Die Insel wurde nach dem Offizier der britischen Royal Navy James Hanson benannt. Hanson diente zu Beginn von George Vancouvers Reise durch den Pazifischen Nordwesten auf der HMS Chatham. In der Sprache der hier ansässigen Kwakwaka'wakw, dem Kwak'wala, lautet der Name der Insel „Yukusam“. Dieser Name kann sinngemäß mit „geformt wie ein Heilbut-Haken“ übersetzt werden.